# Chemistry Development Kit
Chemistry Development Kit, CDK, è una libreria Java open source per la chemioinformatica e la bioinformatica. È disponibile per sistemi Windows, macOS, Linux e Unix. È distribuito sotto licenza GNU LGPL.

## Storia
Chemistry Development Kit fu creato nel 2000 da Christoph Steinbeck, Egon Willighagen e Dan Gezelter, gli sviluppatori di Jmol e JChemPaint in quel periodo, allo scopo di creare una base di codici comuni a questi due progetti. Da allora molte persone hanno contribuito al progetto, portando a un ricco insieme di funzionalità come descritto successivamente.

## Libreria
CDK stesso è una libreria, piuttosto che un programma per l'utilizzo finale. Tuttavia, è stato integrato in vari ambienti per renderne disponibile la sua funzionalità. CDK è attualmente utilizzato in diverse applicazioni, tra le quali CDK-Taverna, Bioclipse e Cinfony.

## Funzionalità principali

### Chemioinformatica
- Edizione e generazione di molecole in 2D
- Generazione di geometrie 3D
- Ricerca strutturale (substruttura o struttura esatta)
- Calcolo dei descrittori QSAR[2]
- Calcolo delle impronte binarie (fingerprint)
- Calcoli force field
- Supporto di molti formati dei file chimici
- Generatori di struttura

### Bioinformatica
- Rivelazione dei siti attivi delle proteine
- Rivelazione dei ligandi simili DOI: 10.1016/j.jmb.2006.09.041

### Generale
- Adattatore Python
- Adattatore Ruby
- Comunità degli utenti attivi